# Kaszab Zoltán
Kaszab Zoltán (Farmos, 1915. szeptember 23. – Budapest, 1986. április 4.) entomológus, talajbiológus, muzeológus, a biológiai tudományok kandidátusa (1952) és doktora (1958), a Magyar Tudományos Akadémia levelező (1967), majd rendes tagja (1979). A 20. századi magyarországi rovartan (entomológia) kiemelkedő jelentőségű alakja volt, a Közép-Ázsia ízeltlábú-faunájával kapcsolatos, valamint a gyászbogarakra és a hólyaghúzóbogarakra vonatkozó rendszertani vizsgálatai világszerte elismert szaktekintéllyé avatták. 1970-től 1985-ig a Magyar Természettudományi Múzeum főigazgatója volt.

## Életútja
A budapesti Pázmány Péter Tudományegyetemen szerzett bölcsészdoktori, illetve természetrajz–vegytan szakos tanári oklevelet 1937-ben. Ezt követően a Dudich Endre vezette egyetemi állatrendszertani intézet fizetéstelen gyakornoka lett, egyidejűleg pedig a Magyar Nemzeti Múzeum állattárának próbaszolgálatos tisztviselőjelöltjévé nevezték ki, később fizetéstelen önkéntesként dolgozott ugyanitt. 1940-ben elhagyta az állatrendszertani intézetet, 1941-ben pedig az állattárat is, és 1941–1942-ben fél évig tartó németországi tanulmányutat tett, meglátogatva München, Berlin és Hamburg zoológiai kutatóhelyeit. Hazatérését követően beosztott középiskolai tanárként oktatott, mígnem 1949-ben kinevezték az önállósult Magyar Természettudományi Múzeum állattárának tudományos kutatójává. 1955-től az állattár vezetője volt, 1969-től a múzeum főigazgató-helyetteseként, 1970-től 1985-ös nyugdíjazásáig pedig annak főigazgatójaként tevékenykedett. 
Egy évvel nyugdíjazását követően hunyt el 1986-ban, élete 71. évében. Sírja a Farkasréti temető Urnaházában található (8-as számú urnafülke).

## Munkássága
Tudományos érdeklődése elsősorban az eurázsiai sivatagi és félsivatagi talajokban élő ízeltlábúak kutatására irányult. 1963 és 1968 között hat egyszemélyes kutatóúton járt az addig zoológiai szempontból feltáratlan Mongóliában. Expedíciói során közel félmillió gerinctelen példányt – ezen belül 200 ezer ízeltlábút – gyűjtött a Magyar Természettudományi Múzeum számára. A mongóliai gyűjtés feldolgozásának eredményeként 60 új közép-ázsiai állatnemet és 1600 fajt írtak le, ezek az Ergebnisse der Zoologischen Forschungen von Dr. Z. Kaszab in der Mongolei sorozat részeként jutottak el a szakmai közönséghez.
Figyelme a rovarvilág taxonómiai és állatföldrajzi kérdéseire is kiterjedt. Behatóan foglalkozott számos ízeltlábúrend és -család – egyebek mellett a zsizsikek, cincérek, sutabogárfélék, futrinkafélék, legyezőszárnyúak, holyvafélék, paránybogárfélék, penészbogárfélék, héjbogárfélék, levélbogarak stb. – rendszertanával, de kiemelten a gyászbogaraknak (Tenebrionidae) és a hólyaghúzóbogaraknak (Meloidae) lett világszerte elismert szaktekintélye. Doktori értekezését is ez utóbbiak származástanáról írta (A Meloidák [Coleoptera] filogenetikus rendszerének alapvetése). Kutatta a Kárpát-medence rovarvilágát, s tanulmányozta Ausztrália és a csendes-óceáni trópusi szigetvilág ízeltlábú-faunájának genetikai kérdéseit is. Élete során mintegy 3700 állatfajt fedezett fel és írt le, ő eddig az egyetlen magyar rovarász, aki érvényes bogárcsaládot nevezett el (Archeocrypticidae). Tiszteletére közel félezer állatfajt neveztek el.
Muzeológusként nevéhez fűződik a Magyar Természettudományi Múzeum bogárgyűjteményének korszerű rendszerezése és továbbfejlesztése, egészen a hárommilliós egyedszámig, aminek köszönhetően a magyarországi gyűjtemény Európa legjelentősebbjei közé tartozik. Kezdeményezésére indították meg 1955-ben a Magyarország Állatvilága – Fauna Hungariae című állathatározó-sorozatot, amelynek 1970-től főszerkesztője is volt, 1981-től pedig a Natural History of the National Parks of Hungary című sorozatot gondozta alapító főszerkesztőként.

## Társasági tagságai és elismerései
1967-től a Magyar Tudományos Akadémia levelező-, 1979-től rendes tagja volt, ezt megelőzően 1963–1969-ben a Tudományos Minősítő Bizottság általános szakbizottságának, 1966-tól pedig az akadémiai zoológiai bizottságának elnöki tisztét is betöltötte. Számos nemzetközi és külföldi tudományos szervezet hívta meg tagjai sorába, így például a szovjet Összszövetségi Entomológiai Társaság (Vszeszojuznoje entomologicseszkoje obscsesztvo), a belga (Société royale belge d’entomologie), a csehszlovák (Československá společnost entomologická), a lengyel (Polskie Towarzystwo Entomologiczne) és a jugoszláv (Jugoslavensko entomološko društvo) nemzeti rovartani társaságok, valamint a párizsi Nemzeti Természettudományi Múzeum (Muséum national d’histoire naturelle).
Tudományos munkássága elismeréseként 1961-ben Akadémiai Díjat kapott. 1980-ban Állami Díj elismerésben részesült a magyar természettudományos muzeológia hazai és külföldi elismertetéséért, tudományos és ismeretterjesztő munkásságáért.

## Főbb művei

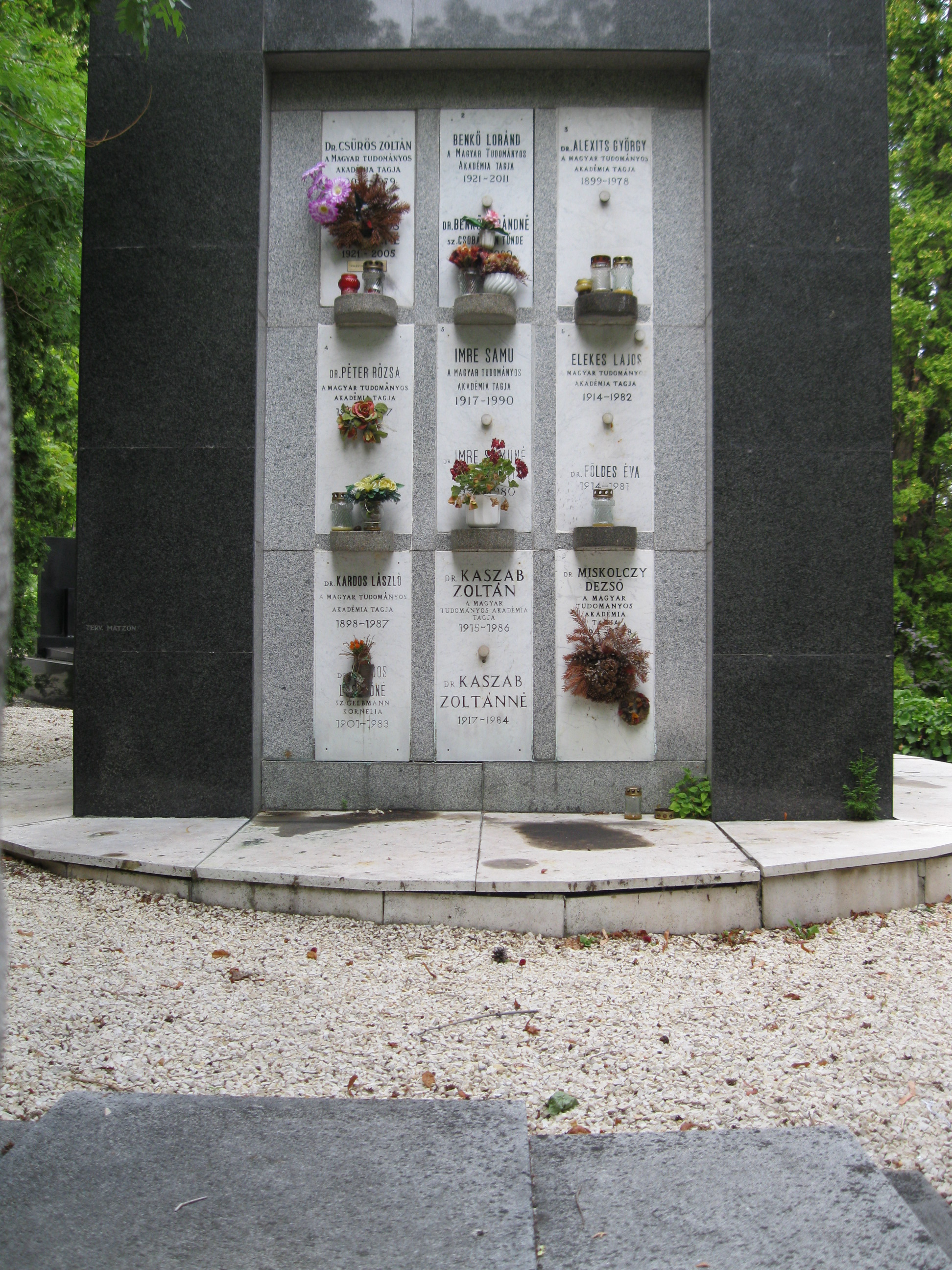
A Farkasréti temető urnaháza. Itt található Kaszab Zoltán urnafülkéje is

- A virágcincérek hangadószervének alak- és rendszertani vizsgálata. Jászberény, Kovács ny., 1937, 20 p.
- Történelmi Magyarország tenebrionidái. Pécs, szerzői kiadás, 1938, 112 p.
- Die indomalayischen Misolampinen (Coleopt. tenebr.). Budapest, szerzői kiadás, 1941, 44 p.
- Monographie der Leiochrinen. Budapest, Ungarische Naturwissenschaftliches Museum, 1946, 221 p.
- Die Arten der Meloiden-Gattung Psalydolytta Pér: Coleoptera, Meloidae. in: Acta Zoologica 1954. 69–103.
- Különböző csápú bogarak – Lágytestű bogarak. Budapest, Akadémiai, 1955, 144 p. = Magyarország Állatvilága.
- 100 éves küzdelem a kolorádóbogár ellen. Budapest, Révai ny., 1955, 27 p.
- Felemás lábfejízes bogarak I–III. Budapest, Akadémiai, 1956–1979, 108 + 126 + 100 p. = Magyarország Állatvilága.
- Die Meloiden Afghanistans Coleoptera. in: Acta Zoologica 1958. 245–312.
- Phylogenetische Beziehungen des Flügelgeäders der Meloiden (Coleoptera), nebst Beschreibung neuer Gattungen und Arten. in: Acta Zoologica 1959. 67–114.
- Revision der Tenebrioniden-Gattung Derispia Lewis (Coleoptera). in: Acta Zoologica 1961.
- Merkmale der Adaptation, Spezialisation, Konvergenz, Korrelation und Progression bei den Meloiden (Coleoptera). in: Acta Zoologica 1963. 135–175.
- Levélbogarak. Budapest, Akadémiai, 1962, 434 p. = Magyarország Állatvilága.
- Zsizsikfélék. Budapest, Akadémiai, 1967, 34 p. = Magyarország Állatvilága.
- Cincérek – Cerambycidae. Budapest, Akadémiai, 1971, 283 p. = Magyarország Állatvilága.
- Legyezőszárnyúak. Budapest, Akadémiai, 1977, 54 p. = Magyarország Állatvilága. (Ragnar Kinzelbachhal)
- Sutabogarak. Budapest, Akadémiai, 1980, 123 p. = Magyarország Állatvilága. (Sławomir Mazurral)

## További irodalom
- Matskási István: In memoriam Dr. Zoltán Kaszab (1915–1986). in: Annales Historico-Naturales Musei Nationalis Hungarici LXXIX. 1987. 5–36.
- Balogh János: Kaszab Zoltán. in: Magyar Tudomány XXXII. 1987. 1. sz. 75–76.
- Balogh János: Kaszab Zoltán emlékezete. in: Állattani Közlemények LXXIV. 1987/1988.
- Merkl Ottó: Kaszab Zoltán, Mongólia állattani kutatásának úttörője. 1989.